# Rubén Mendoza
Rubén Mendoza (Boyacá, Colombia, 1980) es un director de cine colombiano que ha editado las últimas películas del cineasta Luis Ospina.

## Biografía
Mendoza es egresado de la carrera de Realización de Cine y Televisión en la Universidad Nacional de Colombia (Matrícula de Honor y Tesis meritoria), allí en se desempeñó como Director de la Videoteca de la Universidad y Monitor de la carrera en el soporte de Historia Filmográfica, y fue ganador del concurso interno de guion para el semestre con Antes de cabalgar. Realizó varios talleres de los cuales se destacan el de guion cinematográfico, dictado por Eliseo Altunaga en la Escuela Internacional de Cine y TV de San Antonio de los Baños, Cuba. En 2010, fue seleccionado para participar en La Residencia del Festival de Cannes junto a Óscar Ruiz Navia.
En 2017, su documental Señorita María: la falda de la montaña, le significó un nuevo galardón en el Festival de cine de Cartagena como mejor director. La película se estrenó el 23 de noviembre de ese año.
Durante los años 2017 y 2018 dirigió la película Un Día en la UN, una producción realizada bajo la licencia Scott Free Productions y que buscaba conmemorar los 150 años de fundación de la Universidad Nacional de Colombia, reuniendo los vídeos grabados, el 24 de agosto de 2017, por estudiantes, docentes, administrativos y visitantes de las diferentes sedes de la universidad. La película fue estrenada en simultánea en todo el país el 8 de marzo de 2018.
Actualmente su nueva película, Niña errante, una coproducción con Francia, se encuentra seleccionada en el festival de San Sebastián en la sección de Cine en construcción.

## Filmografía
Esta es una tabla de las películas en las que Rubén Mendoza ha estado involucrado.
| Sí |

| Sí |

| Sí |

| Sí |